# 특별수사대 MSS
《특별수사대 MSS》는 2011년 1월 2일부터 2011년 1월 23일까지 방영된 KBS 드라마 스페셜 연작 시리즈의 두 번째 작품이다.

## 등장 인물

### 주요 인물
- 오만석 : 노철기 역
- 손현주 : 황준성 역
- 윤해영 : 비비안 역
- 이경진 : 강경희 역
- 안석환 : 최두일 역
- 김영재 : 조용석 역
- 윤주상 : 영등포 경찰서장 역
- 고명환 : 박충 역
- 민지아 : 최영아 역
- 이철민 : 지병기 역
- 이정용 : 한순식 역

### 그 외 인물
- 한태일 : 이기백 역
- 이보현 : 문정규 역
- 방중현
- 한춘일
- 고진명
- 전해룡
- 강철성 : 장형사 역
- 조우식
- 양은용
- 신귀식
- 전성애
- 김태영
- 박성균
- 조선옥
- 김진모
- 김정우
- 안성헌
- 박가영
- 진용욱
- 윤은별
- 임윤주
- 구본석
- 손영순
- 조선옥
- 정종열
- 이현주
- 김주환 : 홍봉표 역
- 백재진
- 박하영(아역)
- 최희원(아역)
- 안도규(아역)
- 김혜원(아역)

### 특별출연
- 강남길 : 김정수 역